# ФК Небески Анђели
ФК Небески Анђели је српски фудбалски клуб из Врања. Клуб се тренутно такмичи у Зони Југ, четвртом такмичарском нивоу српског фудбала. Клуб је основан 2010. године и чине га искључиво припадници 4. бригаде копнене војске Србије. Тим је настао у знак сећања на 11 припадника 78. моторизоване бригаде који су погинули у НАТО бомбардовању 1999. године.

## Историјат
Фудбалски клуб Небески Анђели је основан у августу 2010. године и регистрован је као група грађана. Сви играчи, потпредседник, секретар, економ, лекар и помоћни тренер су припадници 4. бригаде копнене војске Србије. Тим је настао у знак сећања на 11 припадника 78. моторизоване бригаде који су погинули у НАТО бомбардовању 1999. године. Своје утакмице играју на теренима Војне базе Југ, код Бујановца. Јединици цивил у првој сезони такмичења био је тренер Бранимир Стошић, професор физичког васпитања у Основној школи „Вук Караџић” у Врању. Екипа је такмичење у сезони 2010/11 завршила на 4. месту у Пчињској окружној лиги. Већ у првој сезони такмичења остварили су велики успех победом у финалу Купа Пчињског округа над тада трећелигашем Радником из Сурдулице.
Екипа је такмичење у Пчињској окружној лиги у сезонама 2010/11, 2011/12 и 2012/13 завршавала на 2. месту. За разлику од прве две сезоне, у сезони 2012/13 због реорганизација лиге и формирања још једне зоне 2. место било довољно за виши ранг. Заједно са првопласираном Моравом из Владичиног Хана пласирали су се у новоформирану Зону Југ и тиме остварили највећи успех у историји клуба.
У зони Југ су у прве три сезоне заузимали су 11, 13 и 9 место. У сезони 2016/17 победом у финалу од 1:0 против Врањске Бање поново су освојили куп Пчињског округа. Освајањем 14. места у сезони 2017/18 испали су Пчињску окружну лигу. Након само једне сезоне у Пчињској лиги освајањем првог места вратили су се у зонски степен такмичења.

## Резултати
| Сезона   | Ранг | Лига                 | Поз. | ИГ | Д  | Н | П  | ГД  | ГП | ГР   | Бод    |
| -------- | ---- | -------------------- | ---- | -- | -- | - | -- | --- | -- | ---- | ------ |
| 2011/12. | 5    | Пчињска окружна лига | 2.   | 26 | 16 | 6 | 4  | 67  | 23 | +44  | 54     |
| 2012/13. | 5    | Пчињска окружна лига | 2.   | 30 | 26 | 3 | 1  | 125 | 15 | +110 | 81     |
| 2013/14. | 5    | Пчињска окружна лига | 2.   | 28 | 22 | 6 | 0  | 102 | 19 | +83  | 72     |
| 2014/15. | 4    | Зона Југ             | 11.  | 30 | 9  | 8 | 13 | 46  | 42 | +4   | 35     |
| 2015/16. | 4    | Зона Југ             | 13.  | 28 | 8  | 7 | 13 | 29  | 48 | -19  | 31     |
| 2016/17. | 4    | Зона Југ             | 9.   | 30 | 11 | 7 | 12 | 39  | 47 | -8   | 40     |
| 2017/18. | 4    | Зона Југ             | 14.  | 30 | 10 | 4 | 16 | 35  | 55 | -20  | 31(-3) |
| 2018/19. | 5    | Пчињска окружна лига | 1.   | 22 | 19 | 2 | 1  | 61  | 11 | +50  | 59     |
| 2019/20. | 4    | Зона Југ             |      |    |    |   |    |     |    |      |        |